# Удружење ликовних умјетника Македоније
Удружење ликовних умјетника Републике Македоније основано је 1946. године од стране зачетника модерне македонске умјетности. Основали су га: Димитар А. Пандилов, Лазар Лицхеноски, Никола Мартиновски, Вангел Кодзоман и Василије Поповић-Цицо. За првог председника Друштва изабран је Никола Мартиновски. Континуитет овог удружења датира од 1929. године, када је формирано „Друштво југословенских умјетника“ у Вардарској Бановини. Године 1930. придружио се новој компанији „Јефимија“, која је од 1933 - 1941. године преузела изложбени рад на ДЈЛУ. На иницијативу Друштва успостављена је Умјетничка школа у Скопљу.
Друштво ради на афирмацији умјетничког стваралаштва у Северној Македонији организовањем самосталних и групних изложби својих чланова у земљи и иностранству. ДЛУМ организује традиционалне изложбе, укључујући и годишње изложбе графика и цртежа, сликарства (мали формат), "Зимски салон" и годишње ревијалне изложбе у сарадњи са Музејем града Скопља. Изложбени простор ДЛУМ-а је Салон Дома АРМ-а.

## Изложбе
- Годишња изложба ДЛУМ — функционише од свог оснивања;
- Зимски салон — изложба датира из 1991. године уз учешће тренера, кустоса, страних гостију и учесника из сусједних земаља.

## Награде
ДЛУМ додјељује следеће награде:
- Нерези Мастерс — за сликарство, континуирано стварање и скулптуру;
- Лазар Личеноски — за бојење;
- Никола Мартиноски — за цртеж;
- Дим Димитров — графика;
- Петар Мазев — за бојење, млађи аутор;
- Јордан Грабул — за скулптуру
- Димитар Пандилов — за бојење, мали формат;
- Гран-при (ДЛУМ) — додјељује се на изложби Зимски салон.